# Canelles (Navata)
Canelles és un poble del municipi de Navata, a l'Alt Empordà. El poble està situat a la part de migdia del terme municipal, tocant el riu Fluvià.
El terme d'aquest poble va ser incorporat al municipi de Navata el 1846, fruit de la política de reducció de municipis amb poca població.
El nucli principal d'aquesta població és situat al voltant de l'església d'origen romànic i modificada posteriorment, de Sant Esteve.